# Wereldbeker schaatsen 2007/2008 - Wereldbeker 2
De tweede Wereldbekerwedstrijd langebaanschaatsen in het seizoen 2007/08 begon op 16 november 2007 in het Olympic Oval in Calgary. Ook op zaterdag 17 en zondag 18 november werd er geschaatst in Canada.
| Programma                 |                                                                                     |
| Datum                     | Onderdeel                                                                           |
| vrijdag 16 november 2007  | 1e 500m vrouwen 1e 500m mannen 3000m vrouwen 1500m mannen                           |
| zaterdag 17 november 2007 | 2e 500m vrouwen 2e 500m mannen 1500m vrouwen 5000m mannen                           |
| zondag 18 november 2007   | 1000m vrouwen 1000m mannen ploegenachtervolging vrouwen ploegenachtervolging mannen |

## Mannen

### 1e 500 meter
| A-divisie | A-divisie           | A-divisie | A-divisie |
| rang      | schaatser           | tijd      | punten    |
| --------- | ------------------- | --------- | --------- |
| Goud      | Jeremy Wotherspoon  | 34,23     | 100       |
| Zilver    | Dmitri Lobkov       | 34,35     | 80        |
| Brons     | Mun Joon            | 34,43     | 70        |
| 4         | Lee Kang-seok       | 34,49     | 60        |
| 5         | Lee Kyou-hyuk       | 34,56     | 50        |
| 6         | Keiichiro Nagashima | 34,59     | 45        |
| 6         | Lee Ki-Ho           | 34,59     | 45        |
| 8         | An Weijiang         | 34,67     | 36        |
| 8         | Mika Poutala        | 34,67     | 36        |
| 8         | Tucker Fredricks    | 34,67     | 36        |
| 11        | Kip Carpenter       | 34,70     | 24        |
| 11        | Jan Smeekens        | 34,70     | 24        |
| 13        | Vincent Labrie      | 34,71     | 18        |
| 14        | Yuya Oikawa         | 34,76     | 16        |
| 15        | Simon Kuipers       | 34,78     | 14        |
| 16        | Tadashi Obara       | 34,81     | 12        |
| 17        | Mike Ireland        | 34,85     | 10        |
| 18        | Erben Wennemars     | 35,09     | 8         |
| 18        | Mark Nielsen        | 35,09     | 8         |
| 20        | Yu Fengtong         | 1.31,04   | 5         |

| B-divisie | B-divisie           | B-divisie | B-divisie |
| rang      | schaatser           | tijd      | punten    |
| --------- | ------------------- | --------- | --------- |
| 1         | Denny Morrison      | 35,03     | 25        |
| 2         | Akio Ota            | 35,06     | 19        |
| 3         | Jurre Trouw         | 35,16     | 15        |
| 4         | Maciej Ustynowicz   | 35,23     | 11        |
| 5         | Shani Davis         | 35,47     | 8         |
| 6         | Ermanno Ioriatti    | 35,52     | 6         |
| 7         | Chris Needham       | 35,55     | 4         |
| 8         | Aleksandr Lebedev   | 35,57     | 2         |
| 8         | Pasi Koskela        | 35,57     | 2         |
| 10        | Yunlong Jiao        | 35,59     | 0         |
| 11        | Aleksey Yesin       | 35,72     | 0         |
| 12        | Jacques de Koning   | 35,73     | 0         |
| 13        | Anton Hahn          | 35,81     | 0         |
| 14        | Tyler Goff          | 36,04     | 0         |
| 15        | Vladimir Sjerstjuk  | 36,15     | 0         |
| 16        | Nikita Yevteyev     | 36,18     | 0         |
| 17        | Dmitri Dorofejev    | 36,57     | 0         |
| 18        | Mateusz Stasiowski  | 36,61     | 0         |
| 19        | Christofer Tsimaras | 36,84     | 0         |
| 20        | Christian Falger    | 36,89     | 0         |
| 21        | Yue Cheng           | 37,18     | 0         |
| 22        | Alexis Contin       | 37,30     | 0         |
| 23        | Christian Pichler   | 37,47     | 0         |
| 24        | Stian Elvenes       | 37,52     | 0         |
| 25        | Cristian Mustatea   | 37,65     | 0         |
| 26        | Szabolcs Szőllősi   | 38,13     | 0         |
| 27        | Aleksandr Komar     | DNF       | 0         |
| 28        | Nico Ihle           | DQ        | 0         |
| 29        | José Ignacio Fazio  | DNS       | 0         |

### 2e 500 meter
| A-divisie | A-divisie           | A-divisie | A-divisie |
| rang      | schaatser           | tijd      | punten    |
| --------- | ------------------- | --------- | --------- |
| Goud      | Jeremy Wotherspoon  | 34,24     | 100       |
| Zilver    | Tucker Fredricks    | 34,31     | 80        |
| Brons     | Mika Poutala        | 34,39     | 70        |
| 4         | Lee Kang-seok       | 34,43     | 60        |
| 5         | Dmitri Lobkov       | 34,50     | 50        |
| 6         | Mike Ireland        | 34,59     | 45        |
| 7         | Lee Kyou-hyuk       | 34,62     | 40        |
| 8         | Yu Fengtong         | 34,68     | 36        |
| 9         | Vincent Labrie      | 34,76     | 32        |
| 10        | Simon Kuipers       | 34,85     | 28        |
| 10        | Tadashi Obara       | 34,85     | 28        |
| 12        | Mun Joon            | 34,86     | 21        |
| 13        | Keiichiro Nagashima | 34,93     | 18        |
| 14        | Jan Smeekens        | 34,96     | 16        |
| 15        | Lee Ki-Ho           | 34,99     | 14        |
| 16        | Yuya Oikawa         | 35,03     | 12        |
| 17        | Kip Carpenter       | 35,04     | 10        |
| 18        | Mark Nielsen        | 35,15     | 8         |
| 19        | Erben Wennemars     | 35,25     | 6         |
| 20        | An Weijiang         | DNF       | 0         |

| B-divisie | B-divisie                 | B-divisie | B-divisie |
| rang      | schaatser                 | tijd      | punten    |
| --------- | ------------------------- | --------- | --------- |
| 1         | Joji Kato                 | 34,81     | 25        |
| 2         | Akio Ota                  | 35,20     | 19        |
| 3         | Jacques de Koning         | 35,31     | 15        |
| 4         | Denny Morrison            | 35,40     | 11        |
| 4         | Anton Hahn                | 35,40     | 11        |
| 6         | Maciej Ustynowicz         | 35,44     | 6         |
| 7         | Yunlong Jiao              | 35,48     | 4         |
| 8         | Aleksey Yesin             | 35,59     | 2         |
| 9         | Jurre Trouw               | 35,60     | 1         |
| 10        | Pasi Koskela              | 35,61     | 0         |
| 10        | Nico Ihle                 | 35,61     | 0         |
| 12        | Ermanno Ioriatti          | 35,64     | 0         |
| 13        | Shani Davis               | 35,70     | 0         |
| 14        | Aleksandr Lebedev         | 35,84     | 0         |
| 15        | Aleksej Prosjin           | 35,90     | 0         |
| 15        | Samuel Schwarz            | 35,90     | 0         |
| 17        | Chris Needham             | 35,97     | 0         |
| 18        | Christoffer Fagerli Rukke | 36,09     | 0         |
| 19        | Tyler Goff                | 36,13     | 0         |
| 20        | Vladimir Sjerstjuk        | 36,53     | 0         |
| 21        | Aleksandr Komar           | 36,60     | 0         |
| 22        | Christofer Tsimaras       | 36,86     | 0         |
| 23        | Mateusz Stasiowski        | 36,89     | 0         |
| 24        | Yue Cheng                 | 37,14     | 0         |
| 25        | Jan Daldossi              | 37,38     | 0         |
| 26        | Cristian Mustatea         | 37,49     | 0         |
| 27        | Stian Elvenes             | 37,68     | 0         |
| 27        | Christian Pichler         | 37,68     | 0         |
| 29        | Sergey Gryaztsov          | 37,81     | 0         |
| 30        | Szabolcs Szőllősi         | 38,29     | 0         |
| 31        | Christian Falger          | DNF       | 0         |

### 1000 meter
| A-divisie | A-divisie           | A-divisie | A-divisie |
| rang      | schaatser           | tijd      | punten    |
| --------- | ------------------- | --------- | --------- |
| Goud      | Denny Morrison      | 1.07,25   | 100       |
| Zilver    | Jeremy Wotherspoon  | 1.07,31   | 80        |
| Brons     | Simon Kuipers       | 1.07,39   | 70        |
| 4         | Lee Kyou-hyuk       | 1.07,40   | 60        |
| 5         | Shani Davis         | 1.07,41   | 50        |
| 6         | Jan Bos             | 1.07,47   | 45        |
| 7         | Mark Tuitert        | 1.07,96   | 40        |
| 8         | Keiichiro Nagashima | 1.08,15   | 36        |
| 9         | Lee Kang-seok       | 1.08,21   | 32        |
| 10        | Dmitri Lobkov       | 1.08,25   | 28        |
| 11        | Erben Wennemars     | 1.08,28   | 24        |
| 12        | Lee Ki-Ho           | 1.08,36   | 21        |
| 13        | Kip Carpenter       | 1.08,39   | 18        |
| 14        | Mika Poutala        | 1.08,54   | 16        |
| 15        | Mun Joon            | 1.08,56   | 14        |
| 16        | Samuel Schwarz      | 1.08,60   | 12        |
| 17        | Aleksandr Lebedev   | 1.08,71   | 10        |
| 18        | Remco Olde Heuvel   | 1.09,18   | 8         |
| 19        | Steven Elm          | 1.09,20   | 6         |
| 20        | Tadashi Obara       | 1.09,23   | 5         |

| B-divisie | B-divisie                 | B-divisie | B-divisie |
| rang      | schaatser                 | tijd      | punten    |
| --------- | ------------------------- | --------- | --------- |
| 1         | Håvard Bøkko              | 1.08,60   | 25        |
| 2         | François Olivier Roberge  | 1.09,09   | 19        |
| 3         | Yu Fengtong               | 1.09,11   | 15        |
| 4         | Konrad Niedźwiedzki       | 1.09,23   | 11        |
| 5         | An Weijiang               | 1.09,44   | 8         |
| 6         | Nick Pearson              | 1.09,51   | 6         |
| 7         | Jan Friesinger            | 1.09,60   | 4         |
| 8         | Takaharu Nakajima         | 1.09,84   | 2         |
| 9         | Maciej Ustynowicz         | 1.09,89   | 1         |
| 10        | Lee Jong-Woo              | 1.09,94   | 0         |
| 11        | Risto Rosendahl           | 1.09,99   | 0         |
| 11        | Ermanno Ioriatti          | 1.09,99   | 0         |
| 13        | Christoffer Fagerli Rukke | 1.10,06   | 0         |
| 14        | Aleksej Prosjin           | 1.10,13   | 0         |
| 15        | Nico Ihle                 | 1.10,20   | 0         |
| 16        | Dmitri Babenko            | 1.10,21   | 0         |
| 17        | Pasi Koskela              | 1.10,40   | 0         |
| 18        | Tucker Fredricks          | 1.10,46   | 0         |
| 19        | Akio Ota                  | 1.10,48   | 0         |
| 20        | Brent Aussprung           | 1.10,88   | 0         |
| 21        | Anton Hahn                | 1.11,01   | 0         |
| 22        | Pascal Briand             | 1.11,12   | 0         |
| 23        | Shingo Doi                | 1.11,34   | 0         |
| 24        | Alexis Contin             | 1.12,08   | 0         |
| 25        | Stian Elvenes             | 1.12,41   | 0         |
| 26        | Aleksandr Komar           | 1.12,81   | 0         |
| 27        | Christian Falger          | 1.13,14   | 0         |
| 28        | Christofer Tsimaras       | 1.13,23   | 0         |
| 29        | Mateusz Stasiowski        | 1.14,11   | 0         |
| 30        | Simon Van Beek            | 1.14,14   | 0         |
| 31        | Cristian Mustatea         | 1.14,48   | 0         |
| 32        | Szabolcs Szőllősi         | 1.15,19   | 0         |
| 33        | Rico Litscher             | 1.16,67   | 0         |
| 34        | Aleksej Zjigin            | DNF       | 0         |
| 34        | Vitalij Michajlov         | DNF       | 0         |
| 34        | Vladimir Sjerstjuk        | DNF       | 0         |
| 34        | Christian Pichler         | DNF       | 0         |

Simon Kuipers bezette tijdens de prijsuitreiking nog de derde plaats, maar werd later teruggezet naar plek 5.

### 1500 meter
| A-divisie | A-divisie                | A-divisie | A-divisie |
| rang      | schaatser                | tijd      | punten    |
| --------- | ------------------------ | --------- | --------- |
| Goud      | Simon Kuipers            | 1.42,37   | 100       |
| Zilver    | Shani Davis              | 1.42,83   | 80        |
| Brons     | Mark Tuitert             | 1.42,87   | 70        |
| 4         | Erben Wennemars          | 1.43,39   | 60        |
| 5         | Jevgeni Lalenkov         | 1.43,81   | 50        |
| 6         | Håvard Bøkko             | 1.43,93   | 45        |
| 7         | Enrico Fabris            | 1.44,00   | 40        |
| 8         | Arne Dankers             | 1.44,01   | 36        |
| 9         | Steven Elm               | 1.44,26   | 32        |
| 10        | Ivan Skobrev             | 1.44,52   | 28        |
| 11        | Konrad Niedźwiedzki      | 1.44,65   | 24        |
| 12        | Dmitri Babenko           | 1.45,26   | 21        |
| 13        | Chad Hedrick             | 1.45,34   | 18        |
| 14        | François Olivier Roberge | 1.45,47   | 16        |
| 15        | Aleksandr Lebedev        | 1.46,23   | 14        |
| 16        | Trevor Marsicano         | 1.46,42   | 12        |
| 17        | Stefan Heythausen        | 1.46,82   | 10        |
| 18        | Mikael Flygind-Larsen    | 1.47,35   | 8         |
| 19        | Denny Morrison           | 1.47,65   | 6         |
| 20        | Sven Kramer              | 2.01,27   | 5         |

| B-divisie | B-divisie                 | B-divisie | B-divisie |
| rang      | schaatser                 | tijd      | punten    |
| --------- | ------------------------- | --------- | --------- |
| 1         | Samuel Schwarz            | 1.45,04   | 25        |
| 2         | Mun Joon                  | 1.45,58   | 19        |
| 3         | Robert Lehmann            | 1.45,59   | 15        |
| 4         | Lee Jong-Woo              | 1.45,63   | 11        |
| 5         | Gao Xuefeng               | 1.45,74   | 8         |
| 6         | Jeff Kitura               | 1.45,75   | 6         |
| 7         | Christoffer Fagerli Rukke | 1.45,85   | 4         |
| 8         | Risto Rosendahl           | 1.46,74   | 2         |
| 9         | Takaharu Nakajima         | 1.46,87   | 1         |
| 10        | Aleksey Yesin             | 1.46,97   | 0         |
| 11        | Jan Friesinger            | 1.47,13   | 0         |
| 12        | Pascal Briand             | 1.47,24   | 0         |
| 13        | Henrik Christiansen       | 1.47,26   | 0         |
| 14        | Sverre Haugli             | 1.47,42   | 0         |
| 15        | Yue Cheng                 | 1.47,48   | 0         |
| 15        | Aleksej Zjigin            | 1.47,48   | 0         |
| 17        | Vitalij Michajlov         | 1.47,66   | 0         |
| 18        | Hiroki Hirako             | 1.47,78   | 0         |
| 19        | Daniel Friberg            | 1.47,91   | 0         |
| 20        | Eric Rauschenbach         | 1.48,01   | 0         |
| 21        | Rhian Ket                 | 1.48,04   | 0         |
| 22        | Alexis Contin             | 1.48,08   | 0         |
| 23        | Nick Pearson              | 1.48,14   | 0         |
| 24        | Naoki Yasuda              | 1.48,23   | 0         |
| 25        | Shingo Doi                | 1.48,28   | 0         |
| 26        | Matteo Anesi              | 1.48,47   | 0         |
| 27        | Johan Röjler              | 1.48,52   | 0         |
| 28        | Choi Kwun-won             | 1.48,63   | 0         |
| 28        | Roger Schneider           | 1.48,63   | 0         |
| 30        | Christian Pichler         | 1.48,84   | 0         |
| 31        | Shigeyuki Dejima          | 1.49,12   | 0         |
| 32        | Marco Cignini             | 1.49,19   | 0         |
| 33        | Piotr Puszkarski          | 1.49,25   | 0         |
| 34        | Robert Kustra             | 1.49,29   | 0         |
| 35        | Luca Stefani              | 1.50,69   | 0         |
| 36        | Jan Daldossi              | 1.50,75   | 0         |
| 37        | Roman Smirnov             | 1.51,01   | 0         |
| 38        | Milan Sáblík              | 1.51,37   | 0         |
| 39        | Marian Cristian Ion       | 1.51,62   | 0         |
| 40        | Kris Schildermans         | 1.53,08   | 0         |
| 41        | Pavel Kulma               | 1.53,19   | 0         |
| 42        | Szabolcs Szőllősi         | 1.54,81   | 0         |
| 43        | Rico Litscher             | 1.55,60   | 0         |
| 44        | José Ignacio Fazio        | DNS       | 0         |

### 5000 meter
| A-divisie | A-divisie            | A-divisie  | A-divisie |
| rang      | schaatser            | tijd       | punten    |
| --------- | -------------------- | ---------- | --------- |
| Goud      | Sven Kramer          | 6.03,32 WR | 100       |
| Zilver    | Enrico Fabris        | 6.06,42    | 80        |
| Brons     | Carl Verheijen       | 6.11,15    | 70        |
| 4         | Bob de Jong          | 6.12,16    | 60        |
| 5         | Håvard Bøkko         | 6.12,28    | 50        |
| 6         | Arne Dankers         | 6.16,10    | 45        |
| 7         | Wouter Olde Heuvel   | 6.16,26    | 40        |
| 8         | Tom Prinsen          | 6.17,89    | 36        |
| 9         | Ivan Skobrev         | 6.20,01    | 32        |
| 10        | Chad Hedrick         | 6.21,05    | 28        |
| 11        | Hiroki Hirako        | 6.21,98    | 24        |
| 12        | Justin Warsylewicz   | 6.22,54    | 21        |
| 13        | Robert Lehmann       | 6.23,13    | 18        |
| 14        | Øystein Grødum       | 6.23,30    | 16        |
| 15        | Roger Schneider      | 6.23,96    | 14        |
| 16        | Henrik Christiansen  | 6.24,72    | 12        |
| 17        | Tobias Schneider     | 6.26,19    | 10        |
| 18        | Joel Eriksson        | 6.27,98    | 8         |
| 19        | Odd Bohlin Borgersen | 6.28,35    | 6         |
| 20        | Trevor Marsicano     | 6.32,03    | 5         |

| B-divisie | B-divisie              | B-divisie | B-divisie |
| rang      | schaatser              | tijd      | punten    |
| --------- | ---------------------- | --------- | --------- |
| 1         | Dmitri Babenko         | 6.20,32   | 25        |
| 2         | Shani Davis            | 6.22,15   | 19        |
| 3         | Sverre Haugli          | 6.24,05   | 15        |
| 4         | Sebastian Druszkiewicz | 6.25,70   | 11        |
| 5         | Vitalij Michajlov      | 6.26,09   | 8         |
| 6         | Shigeyuki Dejima       | 6.26,43   | 6         |
| 7         | Johan Röjler           | 6.26,53   | 4         |
| 8         | Sławomir Chmura        | 6.26,96   | 2         |
| 9         | Lucas Makowsky         | 6.27,04   | 1         |
| 10        | Steven Elm             | 6.27,07   | 0         |
| 11        | Gao Xuefeng            | 6.27,83   | 0         |
| 12        | Artjom Beloesov        | 6.27,89   | 0         |
| 13        | Aleksej Joenin         | 6.29,33   | 0         |
| 14        | Choi Kwun-won          | 6.30,85   | 0         |
| 15        | Byung-Wook Ko          | 6.31,45   | 0         |
| 16        | Marian Cristian Ion    | 6.31,58   | 0         |
| 17        | Jevgeni Lalenkov       | 6.31,59   | 0         |
| 18        | Alexis Contin          | 6.32,02   | 0         |
| 19        | Denis Yuskov           | 6.34,48   | 0         |
| 20        | Kris Schildermans      | 6.35,56   | 0         |
| 21        | Aaron Sadlier          | 6.36,36   | 0         |
| 22        | Christian Pichler      | 6.36,46   | 0         |
| 23        | Tristan Loy            | 6.36,69   | 0         |
| 24        | Yue Cheng              | 6.37,61   | 0         |
| 25        | Matteo Anesi           | 6.38,42   | 0         |
| 26        | Naoki Yasuda           | 6.38,48   | 0         |
| 27        | Pavel Kulma            | 6.38,55   | 0         |
| 28        | Patrick Meek           | 6.40,34   | 0         |
| 29        | Luca Stefani           | 6.40,74   | 0         |
| 30        | Marco Cignini          | 6.40,95   | 0         |
| 31        | Pascal Briand          | 6.41,02   | 0         |
| 32        | Milan Sáblík           | 6.41,70   | 0         |
| 33        | Martin Hänggi          | 6.44,10   | 0         |
| 34        | Vladimir Kostin        | 6.46,38   | 0         |
| 35        | Zdeněk Haselberger     | 6.47,67   | 0         |
| 36        | Asier Peña Iturria     | 6.57,06   | 0         |
| 37        | Szabolcs Szőllősi      | 6.57,55   | 0         |
| 38        | Claudiu Grozea         | 7.04,11   | 0         |
| 39        | Roman Smirnov          | 7.19,51   | 0         |
| 40        | Robert Kustra          | DQ        | 0         |

### Ploegenachtervolging
| Uitslag | Uitslag          | Uitslag                            | Uitslag | Uitslag |
| rang    | land             | schaatsers                         | tijd    | punten  |
| ------- | ---------------- | ---------------------------------- | ------- | ------- |
| Goud    | Canada           | Dankers, Elm, Morrison             | 3.41,95 | 100     |
| Zilver  | Noorwegen        | Bøkko, Christiansen, Haugli        | 3.42,88 | 80      |
| Brons   | Duitsland        | Heythausen, Lehmann, Schneider     | 3.44,40 | 70      |
| 4       | Rusland          | Joenin, Lalenkov, Skobrev          | 3.44,62 | 60      |
| 5       | Polen            | Druszkiewicz, Kustra, Niedzwiedzki | 3.44,75 | 50      |
| 6       | Nederland        | Prinsen, Tuitert, De Vries         | 3.45,31 | 45      |
| 7       | Zweden           | Eriksson, Friberg, Röjler          | 3.45,60 | 40      |
| 8       | Japan            | Dejima, Hirako, Yasuda             | 3.45,80 | 36      |
| 9       | Verenigde Staten | Hedrick, Marsicano, Meek           | 3.47,89 | 32      |
| 10      | Italië           | Anesi, Fabris, Stefani             | 3.49,88 | 28      |
| 11      | Frankrijk        | Briand, Contin, Loy                | 3.51,45 | 24      |
| 12      | Roemenië         | Grozea, Ion, Mustatea              | 3.54,78 | 21      |
| 13      | Tsjechië         | Haselberger, Kulma, Sáblík         | 3.55,26 | 18      |
| 14      | Wit-Rusland      | Mikhailov, Smirnov, Vysotski       | 3.57,26 | 16      |

## Vrouwen

### 1e 500 meter
| A-divisie | A-divisie           | A-divisie | A-divisie |
| rang      | schaatser           | tijd      | punten    |
| --------- | ------------------- | --------- | --------- |
| Goud      | Jenny Wolf          | 37,02 WR  | 100       |
| Zilver    | Wang Beixing        | 37,21     | 80        |
| Brons     | Sayuri Yoshii       | 37,88     | 70        |
| 4         | Annette Gerritsen   | 37,89     | 60        |
| 5         | Xing Aihua          | 37,90     | 50        |
| 6         | Marianne Timmer     | 37,97     | 45        |
| 6         | Chiara Simionato    | 37,97     | 45        |
| 8         | Svetlana Kajkan     | 38,07     | 36        |
| 9         | Sayuri Osuga        | 38,12     | 32        |
| 10        | Ren Hui             | 38,15     | 28        |
| 11        | Shihomi Shinya      | 38,21     | 24        |
| 12        | Heike Hartmann      | 38,23     | 21        |
| 13        | Tomomi Okazaki      | 38,38     | 18        |
| 14        | Lee Sang-hwa        | 38,40     | 16        |
| 15        | Sheng Xiaomei       | 38,41     | 14        |
| 16        | Margot Boer         | 38,42     | 12        |
| 17        | Bo-Ra Lee           | 38,50     | 10        |
| 18        | Joelia Nemaja       | 38,52     | 8         |
| 19        | Svetlana Radkevitsj | 38,59     | 6         |
| 20        | Yukari Watanabe     | 38,62     | 5         |

| B-divisie | B-divisie              | B-divisie | B-divisie |
| rang      | schaatser              | tijd      | punten    |
| --------- | ---------------------- | --------- | --------- |
| 1         | Anni Friesinger        | 38,22     | 25        |
| 2         | Zhang Shuang           | 38,32     | 19        |
| 3         | Shannon Rempel         | 38,51     | 15        |
| 4         | Judith Hesse           | 38,68     | 11        |
| 5         | Christine Nesbitt      | 38,71     | 8         |
| 5         | Elli Ochowicz          | 38,71     | 8         |
| 7         | Kim Weger              | 38,93     | 4         |
| 8         | Jekaterina Lobysjeva   | 39,28     | 2         |
| 9         | Marloes Gelderblom     | 39,30     | 1         |
| 10        | Sanne van der Star     | 39,36     | 0         |
| 11        | Paulina Wallin         | 39,51     | 0         |
| 12        | Danielle Wotherspoon   | 39,55     | 0         |
| 13        | Jekaterina Abramova    | 39,70     | 0         |
| 14        | Gabriele Hirschbichler | 39,72     | 0         |
| 15        | Yekaterina Lukoanova   | 39,82     | 0         |
| 16        | Anna Badayeva          | 39,93     | 0         |
| 17        | Kerry Simpson          | 39,99     | 0         |
| 18        | Rebekah Bradford       | 40,07     | 0         |
| 19        | Bianca Anghel          | 40,09     | 0         |
| 20        | Lauren Cholewinski     | 40,14     | 0         |
| 21        | Jessica Smith          | 40,20     | 0         |
| 22        | Hedvig Bjelkevik       | 40,28     | 0         |
| 22        | Joelija Jasenok        | 40,28     | 0         |
| 24        | Claudia Wallin         | 40,30     | 0         |
| 24        | Natalia Czerwonka      | 40,30     | 0         |
| 26        | Natalya Rybakova       | 40,44     | 0         |
| 27        | Karolina Ksyt          | 40,50     | 0         |
| 28        | Sara Andersson         | 40,59     | 0         |
| 29        | Heather Richardson     | 40,76     | 0         |
| 30        | Anna Rokita            | 40,99     | 0         |
| 31        | Ágota Tóth             | 41,24     | 0         |

### 2e 500 meter
| A-divisie | A-divisie           | A-divisie | A-divisie |
| rang      | schaatser           | tijd      | punten    |
| --------- | ------------------- | --------- | --------- |
| Goud      | Jenny Wolf          | 37,15     | 100       |
| Zilver    | Wang Beixing        | 37,55     | 80        |
| Brons     | Annette Gerritsen   | 37,63     | 70        |
| 4         | Sayuri Yoshii       | 37,67     | 60        |
| 5         | Marianne Timmer     | 37,86     | 50        |
| 6         | Xing Aihua          | 37,92     | 45        |
| 7         | Lee Sang-hwa        | 38,02     | 40        |
| 8         | Svetlana Kajkan     | 38,11     | 36        |
| 9         | Chiara Simionato    | 38,14     | 32        |
| 10        | Margot Boer         | 38,20     | 28        |
| 10        | Heike Hartmann      | 38,20     | 28        |
| 12        | Shihomi Shinya      | 38,21     | 21        |
| 13        | Bo-Ra Lee           | 38,36     | 18        |
| 14        | Sayuri Osuga        | 38,40     | 16        |
| 15        | Tomomi Okazaki      | 38,51     | 14        |
| 16        | Joelia Nemaja       | 38,61     | 12        |
| 17        | Yukari Watanabe     | 38,64     | 10        |
| 18        | Svetlana Radkevitsj | 38,71     | 8         |
| 19        | Ren Hui             | DNS       | 0         |

| B-divisie | B-divisie              | B-divisie | B-divisie |
| rang      | schaatser              | tijd      | punten    |
| --------- | ---------------------- | --------- | --------- |
| 1         | Zhang Shuang           | 38,04     | 25        |
| 2         | Shannon Rempel         | 38,37     | 19        |
| 3         | Jin Peiyu              | 38,52     | 15        |
| 4         | Kim Weger              | 38,71     | 11        |
| 5         | Judith Hesse           | 38,91     | 8         |
| 6         | Elli Ochowicz          | 38,98     | 6         |
| 7         | Monique Angermüller    | 39,16     | 4         |
| 8         | Marloes Gelderblom     | 39,40     | 2         |
| 9         | Sanne van der Star     | 39,41     | 1         |
| 10        | Paulina Wallin         | 39,42     | 0         |
| 11        | Danielle Wotherspoon   | 39,47     | 0         |
| 12        | Gabriele Hirschbichler | 39,57     | 0         |
| 12        | Yuliya Skokova         | 39,57     | 0         |
| 14        | Kerry Simpson          | 39,89     | 0         |
| 15        | Lauren Cholewinski     | 40,04     | 0         |
| 16        | Rebekah Bradford       | 40,23     | 0         |
| 17        | Bianca Anghel          | 40,29     | 0         |
| 18        | Jessica Smith          | 40,30     | 0         |
| 19        | Anna Badayeva          | 40,32     | 0         |
| 20        | Heather Richardson     | 40,48     | 0         |
| 21        | Claudia Wallin         | 40,61     | 0         |
| 22        | Karolina Ksyt          | 40,71     | 0         |
| 23        | Anna Rokita            | 40,81     | 0         |
| 24        | Kristina Kuleshova     | 40,82     | 0         |
| 25        | Sara Andersson         | 40,92     | 0         |
| 26        | Aleksandra Mikhailova  | 41,38     | 0         |
| 27        | Ágota Tóth             | 41,39     | 0         |
| 28        | Brittany Schussler     | DNS       | 0         |

### 1000 meter
| A-divisie | A-divisie           | A-divisie | A-divisie |
| rang      | schaatser           | tijd      | punten    |
| --------- | ------------------- | --------- | --------- |
| Goud      | Anni Friesinger     | 1.13,49   | 100       |
| Zilver    | Christine Nesbitt   | 1.14,14   | 80        |
| Brons     | Chiara Simionato    | 1.14,15   | 70        |
| 4         | Cindy Klassen       | 1.14,22   | 60        |
| 5         | Kristina Groves     | 1.14,51   | 50        |
| 6         | Annette Gerritsen   | 1.14,69   | 45        |
| 7         | Sayuri Yoshii       | 1.14,90   | 40        |
| 8         | Wang Beixing        | 1.14,94   | 36        |
| 9         | Shannon Rempel      | 1.15,07   | 32        |
| 10        | Wang Fei            | 1.15,25   | 28        |
| 11        | Marianne Timmer     | 1.15,27   | 24        |
| 12        | Ireen Wüst          | 1.15,29   | 21        |
| 13        | Heike Hartmann      | 1.15,72   | 18        |
| 14        | Brittany Schussler  | 1.15,92   | 16        |
| 15        | Monique Angermüller | 1.16,45   | 14        |
| 16        | Judith Hesse        | 1.16,64   | 12        |
| 17        | Shihomi Shinya      | 1.16,83   | 10        |
| 18        | Joelia Nemaja       | 1.16,89   | 8         |
| 19        | Svetlana Kajkan     | 1.17,01   | 6         |
| 20        | Yuliya Skokova      | 1.17,06   | 5         |

| B-divisie | B-divisie            | B-divisie | B-divisie |
| rang      | schaatser            | tijd      | punten    |
| --------- | -------------------- | --------- | --------- |
| 1         | Jenny Wolf           | 1.15,75   | 25        |
| 2         | Zhang Shuang         | 1.15,86   | 19        |
| 3         | Paulien van Deutekom | 1.16,14   | 15        |
| 4         | Marrit Leenstra      | 1.16,16   | 11        |
| 5         | Jin Peiyu            | 1.16,68   | 8         |
| 6         | Katarzyna Wójcicka   | 1.17,03   | 6         |
| 7         | Elli Ochowicz        | 1.17,12   | 4         |
| 8         | Lee Sang-hwa         | 1.17,21   | 2         |
| 9         | Bo-Ra Lee            | 1.17,36   | 1         |
| 10        | Nao Kodaira          | 1.17,41   | 0         |
| 11        | Natalya Rybakova     | 1.17,55   | 0         |
| 12        | Maki Tabata          | 1.17,61   | 0         |
| 13        | Sayuri Osuga         | 1.17,69   | 0         |
| 14        | Sheng Xiaomei        | 1.17,74   | 0         |
| 15        | Svetlana Radkevitsj  | 1.18,16   | 0         |
| 16        | Hedvig Bjelkevik     | 1.18,50   | 0         |
| 17        | Catherine Raney      | 1.18,60   | 0         |
| 18        | Karolina Ksyt        | 1.18,75   | 0         |
| 19        | Yekaterina Lukoanova | 1.19,01   | 0         |
| 19        | Natalia Czerwonka    | 1.19,01   | 0         |
| 21        | Bianca Anghel        | 1.19,08   | 0         |
| 22        | Anna Rokita          | 1.19,24   | 0         |
| 23        | Joelija Jasenok      | 1.19,32   | 0         |
| 24        | Daniela Oltean       | 1.19,65   | 0         |
| 25        | Mari Hemmer          | 1.19,76   | 0         |
| 26        | Anna Badayeva        | 1.20,43   | 0         |
| 27        | Yelena Myagkikh      | 1.20,48   | 0         |
| 28        | Jessica Smith        | 1.20,63   | 0         |
| 29        | Sara Andersson       | 1.20,77   | 0         |
| 30        | Anzhelika Gavrilova  | 1.21,91   | 0         |
| 31        | Ágota Tóth           | 1.22,41   | 0         |

### 1500 meter
| A-divisie | A-divisie            | A-divisie | A-divisie |
| rang      | schaatser            | tijd      | punten    |
| --------- | -------------------- | --------- | --------- |
| Goud      | Christine Nesbitt    | 1.52,75   | 100       |
| Zilver    | Anni Friesinger      | 1.53,09   | 80        |
| Brons     | Kristina Groves      | 1.53,18   | 70        |
| 4         | Daniela Anschütz     | 1.53,80   | 60        |
| 5         | Claudia Pechstein    | 1.54,31   | 50        |
| 6         | Chiara Simionato     | 1.54,38   | 45        |
| 7         | Paulien van Deutekom | 1.54,44   | 40        |
| 8         | Shannon Rempel       | 1.54,60   | 36        |
| 9         | Ji Jia               | 1.54,62   | 32        |
| 10        | Cindy Klassen        | 1.55,13   | 28        |
| 11        | Xu JinJin            | 1.55,36   | 24        |
| 12        | Brittany Schussler   | 1.55,69   | 21        |
| 13        | Ireen Wüst           | 1.55,71   | 18        |
| 14        | Diane Valkenburg     | 1.55,79   | 16        |
| 15        | Maki Tabata          | 1.55,85   | 14        |
| 16        | Annette Gerritsen    | 1.55,91   | 12        |
| 17        | Martina Sáblíková    | 1.56,67   | 10        |
| 18        | Jekaterina Lobysjeva | 1.57,04   | 8         |
| 19        | Katarzyna Wójcicka   | 1.57,71   | 6         |
| 20        | Marrit Leenstra      | 1.57,82   | 5         |

| B-divisie | B-divisie            | B-divisie | B-divisie |
| rang      | schaatser            | tijd      | punten    |
| --------- | -------------------- | --------- | --------- |
| 1         | Wang Fei             | 1.54,49   | 25        |
| 2         | Galina Lichatsjova   | 1.56,37   | 19        |
| 3         | Lee Ju-youn          | 1.57,09   | 15        |
| 4         | Lucille Opitz        | 1.57,13   | 11        |
| 5         | Hiromi Otsu          | 1.57,35   | 8         |
| 6         | Masako Hozumi        | 1.57,50   | 6         |
| 7         | Natalya Rybakova     | 1.57,51   | 4         |
| 8         | Yuliya Skokova       | 1.57,78   | 2         |
| 9         | Monique Angermüller  | 1.57,87   | 1         |
| 10        | Anna Rokita          | 1.58,45   | 0         |
| 11        | Jekaterina Abramova  | 1.59,09   | 0         |
| 12        | Bianca Anghel        | 1.59,21   | 0         |
| 12        | Catherine Raney      | 1.59,21   | 0         |
| 14        | Shiho Ishizawa       | 1.59,28   | 0         |
| 15        | Gao Yang             | 1.59,73   | 0         |
| 16        | So-Yeon Lee          | 2.00,14   | 0         |
| 17        | Natalia Czerwonka    | 2.00,15   | 0         |
| 18        | Hedvig Bjelkevik     | 2.00,36   | 0         |
| 19        | Mari Hemmer          | 2.00,50   | 0         |
| 20        | Jin Peiyu            | 2.00,66   | 0         |
| 21        | Daniela Oltean       | 2.00,89   | 0         |
| 22        | Andrea Jirků         | 2.01,29   | 0         |
| 23        | Anna Ringsred        | 2.01,42   | 0         |
| 24        | Mia Manganello       | 2.02,11   | 0         |
| 25        | Luiza Zlotkowska     | 2.02,53   | 0         |
| 26        | Jessica Smith        | 2.02,74   | 0         |
| 27        | Cathrine Grage       | 2.03,21   | 0         |
| 28        | Yekaterina Lukoanova | 2.03,62   | 0         |
| 29        | Yelena Myagkikh      | 2.03,82   | 0         |
| 30        | Jilleanne Rookard    | 2.03,95   | 0         |
| 31        | Anna Badayeva        | 2.04,10   | 0         |
| 32        | Nele Armée           | 2.05,84   | 0         |
| 33        | Joelija Jasenok      | DQ        | 0         |

### 3000 meter
| A-divisie | A-divisie            | A-divisie  | A-divisie |
| rang      | schaatser            | tijd       | punten    |
| --------- | -------------------- | ---------- | --------- |
| Goud      | Martina Sáblíková    | 3.55,83    | 100       |
| Zilver    | Renate Groenewold    | 3.55,98 NR | 80        |
| Brons     | Kristina Groves      | 3.58,78    | 70        |
| 4         | Claudia Pechstein    | 4.00,25    | 60        |
| 5         | Clara Hughes         | 4.00,34    | 50        |
| 6         | Daniela Anschütz     | 4.00,41    | 45        |
| 7         | Ireen Wüst           | 4.00,84    | 40        |
| 8         | Catherine Raney      | 4.02,42    | 36        |
| 9         | Diane Valkenburg     | 4.03,86    | 32        |
| 10        | Maki Tabata          | 4.04,03    | 28        |
| 11        | Cindy Klassen        | 4.04,27    | 24        |
| 12        | Wang Fei             | 4.04,68    | 21        |
| 13        | Paulien van Deutekom | 4.04,73    | 18        |
| 14        | Ji Jia               | 4.05,05    | 16        |
| 15        | Katrin Mattscherodt  | 4.05,32    | 14        |
| 16        | Lucille Opitz        | 4.05,46    | 12        |
| 17        | Gretha Smit          | 4.05,64    | 10        |
| 17        | Lee Ju-youn          | 4.05,64    | 10        |
| 19        | Hiromi Otsu          | 4.06,06    | 6         |
| 20        | Xu JinJin            | 4.09,07    | 5         |

| B-divisie | B-divisie            | B-divisie | B-divisie |
| rang      | schaatser            | tijd      | punten    |
| --------- | -------------------- | --------- | --------- |
| 1         | Katarzyna Wójcicka   | 4.04,08   | 25        |
| 2         | Nicole Garrido       | 4.04,49   | 19        |
| 3         | Masako Hozumi        | 4.04,52   | 15        |
| 4         | Galina Lichatsjova   | 4.04,75   | 11        |
| 5         | Brittany Schussler   | 4.06,24   | 8         |
| 6         | Shiho Ishizawa       | 4.08,31   | 6         |
| 7         | Mari Hemmer          | 4.08,72   | 4         |
| 8         | Anna Rokita          | 4.09,01   | 2         |
| 9         | Andrea Jirků         | 4.09,09   | 1         |
| 10        | Jekaterina Lobysjeva | 4.09,32   | 0         |
| 11        | Natalya Rybakova     | 4.09,82   | 0         |
| 12        | Gao Yang             | 4.10,09   | 0         |
| 13        | Bianca Anghel        | 4.10,14   | 0         |
| 14        | Yuliya Skokova       | 4.10,91   | 0         |
| 15        | So-Yeon Lee          | 4.11,89   | 0         |
| 16        | Jekaterina Abramova  | 4.13,22   | 0         |
| 17        | Cathrine Grage       | 4.13,85   | 0         |
| 18        | Daniela Oltean       | 4.15,64   | 0         |
| 19        | Luiza Zlotkowska     | 4.16,39   | 0         |
| 20        | Jilleanne Rookard    | 4.17,21   | 0         |
| 21        | Anna Ringsred        | 4.17,32   | 0         |
| 22        | Karolina Ksyt        | 4.17,79   | 0         |
| 23        | Anzhelika Gavrilova  | 4.21,83   | 0         |
| 24        | Nele Armée           | 4.23,59   | 0         |
| 25        | Mia Manganello       | 4.26,86   | 0         |
| 26        | Ágota Tóth           | 4.27,16   | 0         |
| 27        | Daniela Dumitru      | 4.27,20   | 0         |
| 28        | Yelena Myagkikh      | 4.33,76   | 0         |

### Ploegenachtervolging
| Uitslag | Uitslag          | Uitslag                          | Uitslag | Uitslag |
| rang    | land             | schaatsers                       | tijd    | punten  |
| ------- | ---------------- | -------------------------------- | ------- | ------- |
| Goud    | Duitsland        | Anschütz, Friesinger, Pechstein  | 2.56,46 | 100     |
| Zilver  | Canada           | Groves, Nesbitt, Rempel          | 2.59,18 | 80      |
| Brons   | Rusland          | Abramova, Likhatsjova, Lobysjeva | 3.01,04 | 70      |
| 4       | Japan            | Hozumi, Otsu, Tabata             | 3.01,74 | 60      |
| 5       | China            | Ji, Xu, Gao                      | 3.03,03 | 50      |
| 6       | Polen            | Czerwonka, Ksyt, Wójcicka        | 3.03,82 | 45      |
| 7       | Verenigde Staten | Manganello, Raney, Ringsred      | 3.04,51 | 40      |
| 8       | Nederland        | Boer, Van Riessen, Valkenburg    | 3.11,97 | 36      |
| 9       | Roemenië         | Anghel, Dumitru, Oltean          | 3.20,98 | 32      |
| 10      | Wit-Rusland      | Badajeva, Jasenok, Radkevitsj    | 3.26,53 | 28      |